# 東京ミネルヴァ法律事務所
弁護士法人東京ミネルヴァ法律事務所（とうきょうミネルヴァほうりつじむしょ）は、かつて東京都港区新橋二丁目に事務所を置いていた弁護士法人である。2020年6月10日に総社員の同意により解散し、同年6月24日に弁護士法人としては過去最大の約51億円に及ぶ負債総額を抱えて破産した。

## 概要

### 設立
2012年4月に設立。個人向けでは債務整理、B型肝炎給付金請求などを、法人向けでは一般企業法務、事業再生・倒産案件をそれぞれ手掛けていた。
全国ネットのCMで積極的な広告展開を行い、全国各地で出張無料相談会を開催することで実績を重ねて規模を拡大し、一定の知名度があった。

### 赤字拡大による破産
しかし、2019年3月時点で31億8100万円へ赤字が拡大し、代表弁護士である川島浩が所属する第一東京弁護士会に対する会費が未納であった他、2020年6月ごろから連絡が取れないという苦情が第一東京弁護士会に寄せられていた。
東京ミネルヴァ法律事務所は、2020年6月10日に総社員の同意により解散したと同時に、川島が預り金を流用していたことを告白。財産保全のため、第一東京弁護士会は同年6月24日に東京地方裁判所へ債権者破産を申し立て、同日に破産手続開始決定を受けた。負債総額は約51億円。川島も同年6月26日に東京地方裁判所から破産手続開始決定を受けた。東京ミネルヴァ法律事務所と川島の破産管財人には、川島と同じ第一東京弁護士会に所属している弁護士が選任されている。
第一東京弁護士会の寺前隆会長は、破産手続開始決定当日に談話を発表し、回収した過払い金の保管状況に不明な点があったことを明らかにした他、「多数の依頼者に甚大な不利益を与えるものであり、弁護士法人として到底許されるものではない」と遺憾の意を示した。また、東京ミネルヴァ法律事務所並びに川島浩弁護士に対して、懲戒処分を始めとした厳正な対応を行うことを明らかにした。
川島は、「東京ミネルヴァ法律事務所は『広告を請け負っていた広告代理店』に事実上支配されており、その会社へ利益を流す形になる非弁提携行為であった」と主張している。第一東京弁護士会による債権者破産手続きをとった背景には弁護士法人の決済印などを使うことができないため、資産の保全のための自己破産が不可能で、法人を解散し所属弁護士を移籍させ、弁護士会費を原因債権とする弁護士会による債権者破産を依頼して、弁護士会が応じたというものがあるという。なお、当該の広告代理店は、これを否定している。ただしこの広告代理店とサラリーマン金融(通称: サラ金)円ショップ武富士との関係を指摘する意見がある。。実際，被害者らによって，以下の欄の通り，東京ミネルヴァ法律事務所破産関連でこの広告代理店が東京地方裁判所に2022年1月19日付けで提訴されている。
川島は破産決定で弁護士資格を喪失した。
第一東京弁護士会は2024年2月17日付で東京ミネルヴァ法律事務所を除名の懲戒処分とした。回収した過払い金約30億2千万円のうち、同事務所が約25億4千万円を依頼者に返さず不正に流用したと認定した。

## 同事務所への訴訟
6000万円の損害賠償訴訟
2022年1月19日、過払い金の返還請求などをミネルヴァに依頼していた17名の顧客が、「ミネルヴァを実質的に運営していた広告会社が、本来であれば顧客に返金されるべき金融機関から回収された金を不正に持ち出した」として、ミネルヴァの業務提携先であった東京都内の広告代理店などグループ3社と代表ら13人を相手取り、6000万円の損害賠償を求める訴訟を東京地裁に提起した。